# Dongducheon
Dongducheon (동두천시, 東豆川市) est une ville de la Corée du Sud située au nord de Séoul dans la province de Gyeonggi.
Elle est desservie par la Ligne 1 du métro de Séoul, stations Dongducheon (métro de Séoul) et Bosan (métro de Séoul).